# Уразаев, Ерлан Жанатаевич
Ерлан Жанатаевич Уразаев (каз. Ерлан Оразаев, 4 апреля 1979) — казахстанский футболист.

## Карьера

### Клубная
Начал профессиональную карьеру в 1997 году в дубле «Кайрата». На следующий сезон был переведён в основной состав. За 3 сезона, проведённые в «Кайрате», сыграл 22 матча и забил 11 мячей. Перешёл в «Жетысу», потом вернулся обратно в клуб и сыграл 2 сезона.
В 2001 году заключил однолетний контракт с вышедшим в высшую лигу ФК «Мангыстау», за который сыграл 30 матчей и забил 5 мячей. В 2003 по 2005 годы играл в «Алма-Ате». Закончил карьеру в 27-летнем возрасте из-за травм в 2006 году в составе игравшего тогда в 1 лиге «Жетысу».

### Сборная
Уразаев играл в составе молодёжной сборной Казахстана, сыгравшей единственный раз в финальной части чемпионата мира. Ерлан Уразаев является автором единственного мяча в том чемпионате. В общей сложности за молодёжную сборную сыграл 12 матчей и забил 6 голов.
В 2000 году Уразаев был приглашён в состав Олимпийской сборной, где сыграл 3 матча, забил 1 гол.
Единственный матч за главную сборную сыграл 10 декабря 2000 года против сборной ОАЭ.

## Достижения
- Обладатель Кубка Казахстана: 2000

## Личная жизнь
По состоянию на 2011 год работал в нефтяной компании.